# 모하메드 카마라
모하메드 카마라(프랑스어: Mohamed Camara, 2000년 1월 6일 ~ )는 말리의 축구 선수로, 현재 카타르 스타스 리그의 알사드와 말리 국가대표팀에서 수비형 미드필더로 활약하고 있다.

## 구단 경력
카마라는 2018년 FC 레드불 잘츠부르크와 5년 계약을 맺기 전에 AS 레알 바마코에서 선수 생활을 시작했다.
2019년 1월 8일, 그는 TSV 하르트베르크로 잔여 시즌 동안 임대되었다.
2021년 2월 18일, 카마라는 UEFA가 실시한 도핑 조사에서 말리 국가대표팀 닥터가 처방한 고산병 약물을 복용한 후 양성 반응을 보여 UEFA로부터 모든 클럽 및 국제 축구 활동을 3개월간 중단했다.
2022년 8월 14일, 모나코는 카마라와 5년 계약을 체결했다고 발표했다.
2024년 7월 30일, 카마라는 카타르의 알사드와 5년 계약을 체결했다.

## 국가대표팀 경력
2019년 10월 13일, 남아프리카 공화국과의 친선 경기에서 말리 축구 국가대표팀 데뷔 전을 치렀고, 이 경기에서 1-2로 패했다.
2021년 12월, 카마라는 모하메드 마가수바 감독에 의해 2021년 아프리카 네이션스컵에 참가할 선수로 선정되었다.
2024년 1월 2일, 그는 에리크 셸 감독에 의해 2023년 아프리카 네이션스컵에 출전할 말리 선수 27명의 명단에 이름을 올렸다.

## 수상
레드불 잘츠부르크
- 오스트리아 분데스리가: 2019–20, 2020–21, 2021–22[12]
- 오스트리아컵: 2019–20, 2020–21, 2021–22

말리 U-17
- 아프리카 U-17 네이션스컵: 2017

말리 U-20
- 아프리카 U-20 네이션스컵: 우승 (2019)[13]